# SN 2004au
SN 2004au – supernowa typu II odkryta 9 marca 2004 roku w galaktyce M+04-42-02. W momencie odkrycia miała maksymalną jasność 18,70m.